# Samuel Wells
Samuel Wells, född 15 augusti 1801 i Durham, New Hampshire, död 15 juli 1868 i Boston, Massachusetts, var en amerikansk demokratisk politiker och jurist. Han var Maines guvernör 1856–1857.
Efter avslutad skolgång i New Hampshire studerade Wells juridik. Han var verksam som advokat först i Waterville, sedan i Hallowell och därefter i Portland. Wells tjänstgjorde som domare i Maines högsta domstol 1847–1854.
Wells efterträdde 1856 Anson Morrill som guvernör och efterträddes 1857 av Hannibal Hamlin.